# Complexe Bernoussi
Complexe Bernoussi – marokański stadion piłkarski, znajdujący się w Casablance, na którym gra Rachad Bernoussi. Może pomieścić 9000 widzów. Nawierzchnia stadionu jest trawiasta. Budynek mieści się przy rue A8, Bernoussi.